# Flugplatz Idre

i7
i11
i13
Der Flugplatz Idre (schwedisch: Idre flygplats; IATA-Code: IDB, ICAO-Code: ESUE) ist ein privater Flugplatz, 2 km nordwestlich von Idre in der schwedischen Provinz Dalarna entfernt.

## Flugplatzdaten
Der Flugplatz hat eine Asphaltpiste mit 1558 m Länge und 30 m Breite. Die Seehöhe beträgt 451 m.

## Geschichte
Die Landebahn wurde Anfang der 1960er Jahre als Schotterfeld angelegt. Aufgrund des starken Anstiegs der Inlandsflüge in den 1980er Jahren und der Prognose eines weiteren Anstiegs hat die Gemeinde den Flugplatz zu einem Linienflughafen ausgebaut. Die Landebahn wurde asphaltiert, ein Terminal und ein Hangar wurden gebaut. In den Jahren 1994 bis 1999 gab es am Flughafen Idre regelmäßigen Passagierverkehr. Im Januar 1994 begann die schwedische Fluggesellschaft Holmstroem Air mit dem Flug von Idre nach Stockholm-Arlanda mit einer Dornier 228. Die Strecke wurde bis 1999 betrieben.
In den Jahren 2000–2017 verzögerte sich die Wartung der Landebahn erheblich. Die IdreFjäll-Stiftung hat den Flugplatz im Jahr 2015 gekauft. Im Jahr 2018 begann die Renovierung des Flughafens, die 2019 fertiggestellt wurde. Unter anderem wurde die Start- und Landebahn neu asphaltiert. Der Flugplatz ist für Privatflugzeuge und Taxiflüge vorgesehen, jedoch nicht für reguläre Flüge, da der Flughafen Sälen im Jahr 2019 gebaut wurde, der regelmäßige Flüge anbietet und 120 km mit dem Auto von Idre Fjäll entfernt liegt.